# ジクロロフェン
ジクロロフェン（英：Dichlorophen）は抗条虫薬、防かび剤、殺菌剤、抗菌薬である。イヌやネコから回虫、鉤虫、条虫などの寄生虫を除去するためにトルエンと併用される。

## 安全性と規制
LD50 (経口マウス)は3300 mg/kgである。